# دين توماس (مقاتل)
دين توماس (بالإنجليزية: Din Thomas) هو فنان قتال مختلط أمريكي، ولد في 28 سبتمبر 1976 في ويلمنغتون في الولايات المتحدة.

## وصلات خارجية
- دين توماس على موقع بوكس ريك (الإنجليزية) (registration required)
- دين توماس على موقع يو إف سي (الإنجليزية)
- دين توماس على موقع شيردوغ (الإنجليزية)
- دين توماس على موقع Tapology.com (الإنجليزية)
- دين توماس على موقع IMDb (الإنجليزية)
- دين توماس على موقع قاعدة بيانات الفيلم (الإنجليزية)